# Epipolasida
De Epipolasida vormen een orde binnen de klasse der Demospongiae (gewone sponzen) en bevat ongeveer 130 soorten. Hun skelet bestaat uit kiezelnaalden en organische vezels. De buitenste laag is behoorlijk ontwikkeld en heeft verscheidene kleuren. 
Deze groep is een van de oudste nog levende wezens op aarde: Ze kwamen al voor in het Cambrium.

## Taxonomie
- Familie Coppatiidae
- Familie Heliospongiidae
- Familie Jaspidae
- Familie Scleritodermidae
- Familie Sollasellidae
- Familie Tethyidae